# Rashid Masharawi
Rashid Masharawi (Gaza, 1962) è un regista, sceneggiatore e produttore cinematografico palestinese.

## Biografia
Masharawi fu cresciuto nel campo-profughi di Al-Shati in una numerosa famiglia di rifugiati originari di Giaffa. All'età di 12 anni iniziò per necessità a lavorare come manovale, imbianchino, cameriere e lavapiatti, facendo quotidianamente la spola fra Gaza e Israele. Il padre, benché fosse diabetico e non avesse prospettive di buoni guadagni, desiderava che suo figlio continuasse gli studi. Nell'attesa di mettere insieme il denaro sufficiente, Masharawi trovò lavoro come decoratore d'interni, più vicino alla sua passione per l'arte.
All'età di 18 anni, Masharawi si unì a una squadra di scenografi diretta da un designer israeliano che lavorava nei set cinematografici. Un anno dopo, nel 1981, provò a mettersi dietro la macchina da presa, quindi iniziò produrre brevi video chiedendo in prestito una cinepresa in cambio di servizi come decoratore. Quel lavoro gli piaceva, quindi decise di studiare cinematografia a Tel Aviv. A partire dal 1986 iniziò a produrre film, diventando l'unico regista di Gaza attivo negli anni 80 e 90. Nel 1993, Masharawi si trasferì nei Paesi Bassi per tre anni, dove proseguì la sua attività e formazione. Nel 1996 fece ritorno in Palestina, a Ramallah.

## Carriera
Il primo cortometraggio di Masharawi, Partners, fu realizzato all'età di 19 anni e dura quattro minuti. Con il cortometraggio Shelter del 1989, il regista iniziò ad attirare l'attenzione aggiudicandosi nel 1990 il primo premio come miglior cortometraggio al Jerusalem Film Festival. Nonostante il film fosse stato girato illegalmente a Tel Aviv, la commissione del festival volle lo stesso premiare il suo lavoro. Il film descriveva le tribolazioni di un lavoratore palestinese in Israele.
Negli anni 90, Masharawi iniziò a farsi conoscere anche all'estero attraverso i suoi primi lungometraggi, Hatta Ishaar Akhar e Haifa, entrambi vincitori di premi cinematografici internazionali fra i quali il premio UNESCO al Festival di Cannes 1994. Nel 1996, grazie al film Haifa, la Palestina per la prima volta gareggiò ufficialmente nella 49ª edizione del Festival di Cannes.
Oltre alla carriera da regista, Masharawi è attivo nel campo della produzione cinematografica. Nel 1993, quando si trasferì nei Paesi Bassi, fondò insieme al regista Hany Abu-Assad una compagnia di produzione cinematografica chiamata Ailul Films. Nel 1996, a Ramallah, fondò il Cinematic Production Center (CPC) allo scopo di dare la possibilità a giovani cineasti palestinesi di lavorare nella produzione audiovisiva. Masharawi intendeva produrre film che fossero girati all'interno dei territori occupati attraverso squadre di lavoro palestinesi. Il centro tuttavia non riusciva ad auto-sostenersi da solo e il regista dovette servirsi di finanziamenti e di team tecnici stranieri, soprattutto europei. Con gli anni, il progetto di cinema si è sviluppato e oggi il centro organizza anche il Cine Móvil e il Festival de Cine infantil, per portare i film all'interno dei campi profughi.

## Filmografia parziale

### Cinema
- Hatta Ishaar Akhar (1994)
- Haifa (1996)
- A Ticket to Jerusalem (2002)
- Il compleanno di Laila (Eid milad Laila) (2008)
- Little Wings (Al ajniha assaghira) (2009) – documentario
- Land of the Story (2012) – documentario
- Palestine Stereo (Falastine Stereo) (2013)
- Lettere da Al Yarmouk (Rasael men Al Yarmouk) (2014) – documentario
- Writing on snow (2017)

### Televisione
- Dar o Dour (1991)
- Long days in Gaza (1992)
- Live from Palestine (2002)
- Waiting (2005)
- Arafat, my Brother (2005)

### Cortometraggi
- Partners (1981)
- Travel Document (1986)
- Shelter (1989)
- The Magician (1993)
- Rabab (1997)
- Tension (1998)